# Suileng (häradshuvudort i Kina)
Suileng (kinesiska: 绥棱, 绥棱镇, 绥棱县) är en häradshuvudort i Kina. Den ligger i provinsen Heilongjiang, i den nordöstra delen av landet, omkring 170 kilometer norr om provinshuvudstaden Harbin.
Runt Suileng är det tätbefolkat, med 297 invånare per kvadratkilometer. Suileng är det största samhället i trakten. Trakten runt Suileng består till största delen av jordbruksmark.
Genomsnittlig årsnederbörd är 937 millimeter. Den regnigaste månaden är juli, med i genomsnitt 264 mm nederbörd, och den torraste är januari, med 12 mm nederbörd.